# Радіометрична сепарація
Радіометрична сепарація (рос. радиометрическая сепарация, англ. radiation separation; нім. radiometrische Scheidung f (Aufbereitung f, Trennung f, Separation f) — спеціальний метод збагачення корисних копалин, який здійснюється в залежності від природної або наведеної радіоактивності.

## Способи радіометричного збагачення
Відомо майже двадцять методів радіометричної сепарації. Близько десяти застосовуються у промисловості.
Розрізняють такі основні способи радіометричного збагачення:
- авторадіометричний — базується на використанні випромінювання (головним чином γ-випромінювання) природно радіоактивних хімічних елементів; застосовується при збагаченні уранових руд;
- фотонейтронний — оснований на використанні відмінностей в інтенсивності нейтронного випромінювання, що випускається мінералами, при опроміненні руди γ-променями; застосовується при збагаченні берилієвих руд, тому що ядра берилію випускають нейтрони при опроміненні γ-променями;
- люмінесцентний — оснований на використанні відмінностей в інтенсивності люмінесценції мінералів під дією рентгенівського або ультрафіолетового випромінювання. Здатністю до люмінесценції володіють кальцит, шеєліт і інші мінерали; в промисловому масштабі цей процес застосовують при збагаченні алмазів;
- фотометричний — оснований на використанні відмінностей мінералів відображати, пропускати або заломлювати світло; застосовуються для збагачення кварцу, крейди, магнетиту, золотовмісних руд;
- нейтронно-активаційний — оснований на використанні відмінностей в інтенсивності випромінювання радіоактивних ізотопів, що створюються при опроміненні руди потоком нейтронів; застосовується при сортуванні флюоритових руд;
- гамма-абсорбційний — оснований на використанні відмінностей мінералів в здатності поглинати рентгенівські або γ-промені; застосовується при збагаченні залізних руд;
- гамма-відбивний — ґрунтується на вимірюванні розсіяного гамма-випромінювання. Може бути застосований для збагачення руд, що містять важкі елементи, наприклад залізних, свинцево-цинкових, ртутних, хромових.
- нейтронно-абсорбційний — оснований на використанні відмінностей мінералів послаблювати потік нейтронів внаслідок їх захоплення ядрами хімічних елементів; застосовується при збагаченні руд бору.

Класифікація радіометричних методів збагачення корисних копалин

Радіометричну сепарацію використовують для попереднього збагачування уранових, торієвих, тантал-ніобієвих і інших руд, що містять радіоактивні компоненти, а також інколи і в довідних операціях зі збагачування руд чорних металів, алмазних та інших неметалевих корисних копалин.
Радіометричне сортування здійснюється з використанням відбитого, розсіяного, прохідного і генерованого частинкою випромінювання.

## Фактори, що впливають на процес радіометричної сепарації
До факторів, які впливають на показники сортування, відносяться речовинний і гранулометричний склад, характер розподілення мінералів, вміст основного корисного компоненту і наявність супутніх корисних компонентів, ступінь нерівномірності розподілення цінного компоненту в порціях (грудках), а також ступінь відповідності між вмістом цінного компоненту і вимірюваним параметром, що використовується, як розділова ознака.

## Основні задачі сортування
Основні задачі сортування полягають у наступному:
– виділення чистих мінералів або мінералів, придатних для використання без подальшого збагачення. Дана технологія використовується при вибірці коштовного, напівкоштовного і виробного каміння;
– попередня концентрація цінного компонента. При попередньому збагаченні кондиційних руд метою цієї операції є підвищення продуктивності збагачувальної фабрики і зниження собівартості продукції. При попередньому збагаченні некондиційних руд метою попередньої концентрації є отримання максимального виходу концентрату з мінімально допустимим вмістом цінного компонента;
– розділення корисної копалини на окремі технологічні типи, які відрізняються за властивостями і речовинним складом. Головна мета операції — підвищення селективності розділення;
– отримання крупногрудкових концентратів для хімічної і металургійної переробки;
```
 
— доводка чорнових концентратів, отриманих іншими способами.
```

За допомогою радіометричних методів, які застосовуються для попереднього збагачення і як основні та доводочні збагачувальні операції, переробляють руди чорних, кольорових, рідкісних і благородних металів, алмазовмісні та інші неметалічні корисні копалини. Найбільше розповсюдження спосіб радіометричного сортування одержав при збагаченні природно-радіоактивних руд.
Радіометричне сортування здійснюється в поточно-порційному, дискретно-порційному і поточно-грудковому режимах при крупності матеріалу від 200—250 до 0,5 мм. Нижня межа крупності матеріалу визначається цінністю сировини, можливістю застосованої апаратури і економічними передумовами, найчастіше вона складає 20 — 25 мм.

## Оцінка радіометричної збагачуваності
Оцінка радіометричної збагачуваності здійснюється у два етапи: вивчення властивостей корисних копалин і експериментальне визначення технологічних показників збагачення.
На першому етапі вивчають основні властивості: вміст цінних і шкідливих компонентів, ґранулометричний склад, одно- і багатокомпонентна контрастність корисних копалин. На цьому етапі встановлюють принципову можливість застосування крупногрудкового збагачення, визначають граничні показники сепарації, вибирають методи та ознаки розділення, оцінюють їхню ефективність, визначають теоретичні показники сепарації, розробляють принципову схему радіометричного збагачення з урахуванням особливостей технології наступної переробки.
На другому етапі визначають режими і практичні результати сепарації, проводять укрупнені лабораторні дослідження схеми радіометричного збагачення, вибирають раціональний варіант схеми на основі техніко-економічного порівняння комбінованій технології (з радіометричною сепарацією в голові схеми) з базовою (традиційною) технологією.
Вимоги до маси і крупності проби визначаються масштабом досліджень та їхніми цілями: маса проб для лабораторних досліджень — 0,03 — 0,5 т при крупності до 100 мм; для укрупнених лабораторних досліджень — маса — 1 – 5 т при крупності до 200 мм; для напівпромислових досліджень — маса — 100—500 т при крупності до 300 мм. У кожному конкретному випадку масу, крупність і число технологічних проб встановлюють залежно від властивостей руди і особливостей будови родовища.
Основними факторами застосування радіометричної сепарації є ґранулометричний склад, вміст цінних компонентів і рівномірність їхнього поширення у рудному масиві, а також вміст домішок, що ізоморфно зв'язані з цінними мінералами та відіграють роль індикаторів.
Продуктивність радіометричних сепараторів залежить від крупності збагачуваного матеріалу (знижується при зменшенні крупності). При дослідженнях проби розділяють на класи: +300; 100—300; 50 — 100; 25 — 50; 25 — 15 мм; клас +300 мм додроблюють. Границі класів крупності можна змінювати, але модуль шкали класифікації не повинен перевищувати 2.
При виборі оптимального режиму настройки апаратури підбирають рівень дискримінації (для виділення корисних сигналів), напругу живлення фотоелектричного пристрою (ФЕП), для кожного класу вимірюють швидкість слідування імпульсів від джерела і контрольних еталонів. Оптимальним є режим, при якому показник розділення S0 досягає найбільшого значення.
У робочому режимі показник S0 повинен складати не менше 1,8 — 2,5 для класів –50 мм і 4 — 5 для класів +50 мм. При цьому від джерела активністю 1,05•106 с-1 швидкість слідування імпульсів, що реєструється, складає 600—800 с-1 на класах –50 мм і 300—600 с-1 на класах +50 мм.
При проведенні експериментальних робіт за допомогою показника ефективності розділення вибирають найбільш ефективний процес. Показник ефективності — параметр розділення Ер характеризується відношенням показників ознаки розділення Р і контрастності К.
За показником ефективності ознаки розділення руди розділяються на такі групи:
- з високою ефективністю (Ер > 0,9),
- з доброю ефективністю (Ер = 0, 81 ÷ 0,9),
- з задовільною ефективністю (Ер = 0, 71 ÷ 0,8),
- з низькою ефективністю (Ер = 0, 61 ÷ 0,7),
- з незадовільною ефективністю (Ер ≤ 0, 6).

### Дослідження ефективності радіометричного розділення окремими процесами

Рис. 1

Ефективність радіометричного розділення повністю залежить від обраної ознаки розділення, а відповідно й методу радіометричної сепарації.
- Рентгенорадіометричний метод. На ефективність розділення найбільш суттєво впливає наявність елементів-завад з характеристичним випромінюванням, близьким за енергетикою до випромінювання цінних компонентів. Несприятливим фактором для цього методу є низька енергія характеристичного випромінювання (< 5 кеВ) елементу, що аналізується. Ефективність ознаки розділення у цьому випадку значно знижується від поглинання випромінювання повітрям, наявності на поверхні грудок вологи та шламів. Кращі умови розділення досягаються застосуванням джерела з енергією випромінювання, що приблизно у 1,5 рази перевищує енергію відповідної межі поглинання елемента, який вилучається.

Ознаку розділення оцінюють за допомогою рентгенорадіометричної апаратури, яка включає вузол опромінення і реєстрації у оптимальній геометрії вимірювань, пристрою подачі грудок у зону вимірювань, рентгенорадіометричний аналізатор (рис. 1).
Грудки руди вводять у камеру вимірювання за допомогою планки, що переміщується по направляючих пазах. У зоні опромінення реалізується геометрія прямої видимості у широкому тілесному куті, що дозволяє реєструвати характеристичне випромінювання з усіх боків грудки, яка опромінюється. Камера вимірювання зроблена у вигляді «хатинки», яка екранована свинцевим склом. Ознаку розділення оцінюють за результатами вимірювання грудок з двох сторін.
- Рентгенолюмінесцентний метод. Підготовка корисної копалини до досліджень цим методом передбачає визначення спектрів рентгенолюмінесценції усіх основних мінералів досліджуваного матеріалу, вибір «вікна» (робочої ділянки спектру рентгенолюмінесценції) і умов реєстрації корисного світлового випромінювання.

Режим розділення вибирають на основі аналізу двох спектрів — нормованих і еталонних. Нормовані спектри (максимум інтенсивності основної смуги рентгенолюмінесценції мінералу приймають за одиницю) використовують для якісної оцінки люмінесцентних характеристик мінералів. Еталонні криві, виконані у порівняних одиницях з прив'язкою до інтенсивності еталону — стандартного люмінофора ЛГ-29 (MgWO4) — у максимумі смуги 480 нм, забезпечують не тільки якісну, але й кількісну порівняльну оцінку спектрів рентгенолюмінесценції корисних мінералів і мінералів-завад, дозволяють оцінити інтенсивність їхнього світіння та визначити ті ділянки спектру, у яких вони більш за все розрізняються.
Ознаку розділення (зареєстрована напруга, що характеризує інтенсивність рентгенолюмінесценції досліджуваного мінералу) вимірюють за допомогою рентгенолюмінесцентної апаратури, яка включає блок збудження з рентгенівської трубки 5БХВ-6; блок реєстрації випромінювання (фотопомножувач з обоймою інтерференційних світлофільтрів; цифровий вольтметр Щ-1312); високовольтне джерело живлення, стійку автоматичного управління та пристрій подачі грудок у зону опромінювання.
- Радіорезонансний метод оснований на різному електричному опорі мінералів при їхній взаємодії з електромагнітними полями радіохвиль. На¬й¬більшою електропровідністю володіють графіт, сульфідні і манґанові мінерали. Для руд, що являють собою гетерогенні системи, електропровідні¬сть залежить не тільки від мінерального складу, але й від текстурно-структурних особливостей. Для деяких руд зниження ефективності радіорезонансної сепарації обумовлено наявністю мінералів з високою магнітною сприйнятливістю (напр., магнетит в сульфідних мідно-нікелевих рудах).

Апаратура для оцінки ознаки розділення складається з вимірювача добротності (куметр Е4-7) і двох змінних датчиків індуктивного типу на частоти 1,76 МГц (для руд з високою електропровідністю) і 13,56 МГц (для руд з низькою електропровідністю або руд, що містять мінерали з високою магнітною сприйнятливостю).
- Фотометричний метод. Для з'ясування можливості фотометричної сепарації корисної копалини необхідна інформація про співвідношення відбивної здатності її основних мінералів, які відрізняються вмістом корисного компонента. Порівняння інтенсивності спектрів відбивної здатності різних мінеральних складових корисної копалини дозволяє провести якісну оцінку даної ознаки розділення і підібрати спектральні параметри («вікно») для настройки оптичної системи сепаратора. До числа змінних параметрів належать ділянки спектру, що відповідають максимальній нерівноцінності руди за ознакою розділення. Ці ділянки виділяються світлофільтрами. Надійне розділення мінералів фотометричною сепарацією можливе при різниці їхньої відбивної здатності не менше ніж на 5 — 10 % (за 100 % приймається відбивна здатність еталона MnO).

Для кількісної оцінки ознаки розділення використовують реєстраційні двопроменеві спектрофотометри з фотометричною кулею СФ-18 і «Specord» M-40.
- Авторадіометричний метод. Як ознака розділення використовується інтенсивність (число імпульсів у 1 с) гамма-випромінювання. Ознаку розділення оцінюють на апаратурі СК-80, що виконує функції контрастомера і сепаратора (рис. 2).

Рис. 2

За один цикл роботи установка видає інформацію про інтенсивність гамма-випромінювання даної грудки руди, його масу, характеристику продукту (концентрат, відходи). У цілому по пробі визначають вихід продуктів, середню інтенсивність концентрату і відходів. Інформація, що видається перфоратором, вводиться в ЕОМ для розрахунку кривих контрастності, збагачуваності і ефективності ознаки розділення за спеціальними програмами. Установка СК-80 дозволяє виконувати дослідження в діапазоні круп¬ності 15-150 мм при зміні вмісту радіоактивних елементів від 0,001 до 5 %.
- Нейтронно-абсорбційний метод заснований на різній здатності мінералів послабляти потік повільних і теплових нейтронів. Ступінь послаблення первинного потоку нейтронів залежить від перерізу поглинання нейтронів ядрами хімічних елементів. Для повільних нейтронів переріз поглинання убуває обернено пропорційно до їхньої швидкості. Переріз поглинання теплових нейтронів ряду елементів (бор, ртуть, літій, рідкісні землі) на декілька порядків вище, чим кремнію, алюмінію, кальцію та інших породних мінералів, а також оксиґену (кисню), що дозволяє застосовувати цей метод для розділення борних, борат-магнетитових, літієвих та інших руд.

При опромінюванні руди нейтронами послаблення їхнього потоку тим сильніше, чим вище вміст компоненту, що має підвищений переріз поглинання нейтронів. Ознакою розділення є густина потоку нейтронів, що пройшли крізь грудки збагачуваної руди. Оскільки у нейтронно-абсорбційному методі використовується ядерна взаємодія, значення ознаки розділення залежить не від виду мінералів, що входять до складу збагачуваних руд, а від вмісту хімічних елементів, які послаблюють випромінювання. Ефективність розділення знижують розходження в масі розділюваних грудок (з підвищеним перерізом поглинання нейтронів), низький вміст компоненту, який виділяють, чутливість і дозвільна здатність використаних приладів.